# José Aguilar y Maya
José Aguilar y Maya (Jerécuaro, Guanajuato; 28 de julio de 1897-Ciudad de México, 30 de noviembre de 1966) fue un abogado y político mexicano. Se desempeñó como gobernador de Guanajuato desde 1949 hasta 1955 y procurador general de la República en tres ocasiones. Fue profesor de Derecho en la Escuela Nacional de Jurisprudencia.

## Biografía
Realizó estudios en el Seminario de Morelia (Michoacán), y los continuó en su estado natal. Al llegar a la capital, ingresó a la Facultad de Derecho de la Universidad Nacional. Posteriormente, fue nombrado catedrático de Teoría General del Estado y Derecho Constitucional. También dio clases de español y literatura en la Escuela Preparatoria de Guanajuato. Fue jefe del Departamento de Justicia e Instrucción Pública en el mismo estado, del que también fue diputado. 
Fue diputado federal en la XXXVII Legislatura. Se desempeñó como procurador de Justicia del Distrito y Territorios Federales en el gobierno de Emilio Portes Gil y más tarde fue gobernador de Guanajuato. Fue procurador general de la República en los gobiernos de Pascual Ortiz Rubio, Manuel Ávila Camacho y Adolfo Ruiz Cortines. 
Fue autor de trabajos de carácter jurídico como El Ministerio Público Federal en el nuevo régimen y La suspensión de Garantías.